# روي كينر
روي كينر هو كاتب أغاني كندي، ولد في 14 يناير 1948.

## روابط خارجية
- روي كينر على موقع ميوزك برينز (الإنجليزية)
- روي كينر على موقع ديسكوغز (الإنجليزية)